# Amadeus VIII.

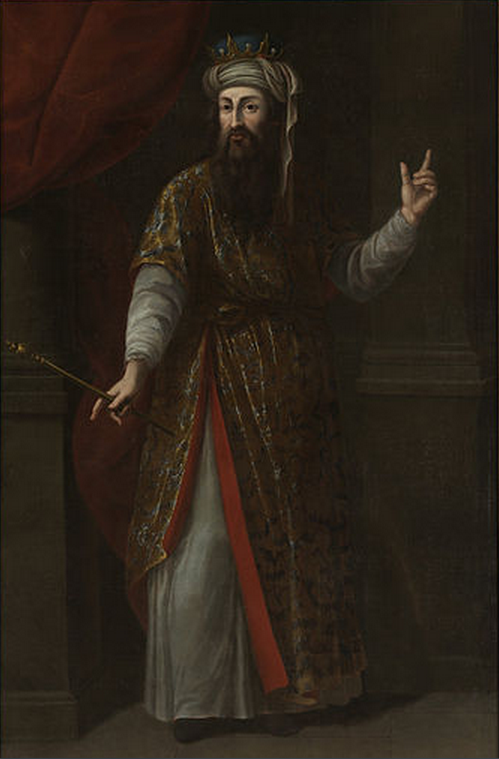
Amadeus VIII. von Savoyen

Amadeus VIII., genannt „der Friedfertige“ (italienisch il Pacifico, * 4. September 1383 in Chambéry; † 7. Januar 1451 in Genf), war von 1391 bis 1439 zunächst Graf und ab 1416 Herzog von Savoyen, ab 1418 auch Fürst von Piemont. Als Witwer und Vater von zehn Kindern wandte er sich einem religiösen Leben zu und war von 1439 bis 1449 als Felix V. der letzte Gegenpapst der katholischen Kirche und von 1444 bis zu seinem Tod 1451 Bischof von Genf. Nach seinem Verzicht als Papst blieb er von 1449 bis 1451 Kardinalbischof von Sabina.

## Leben

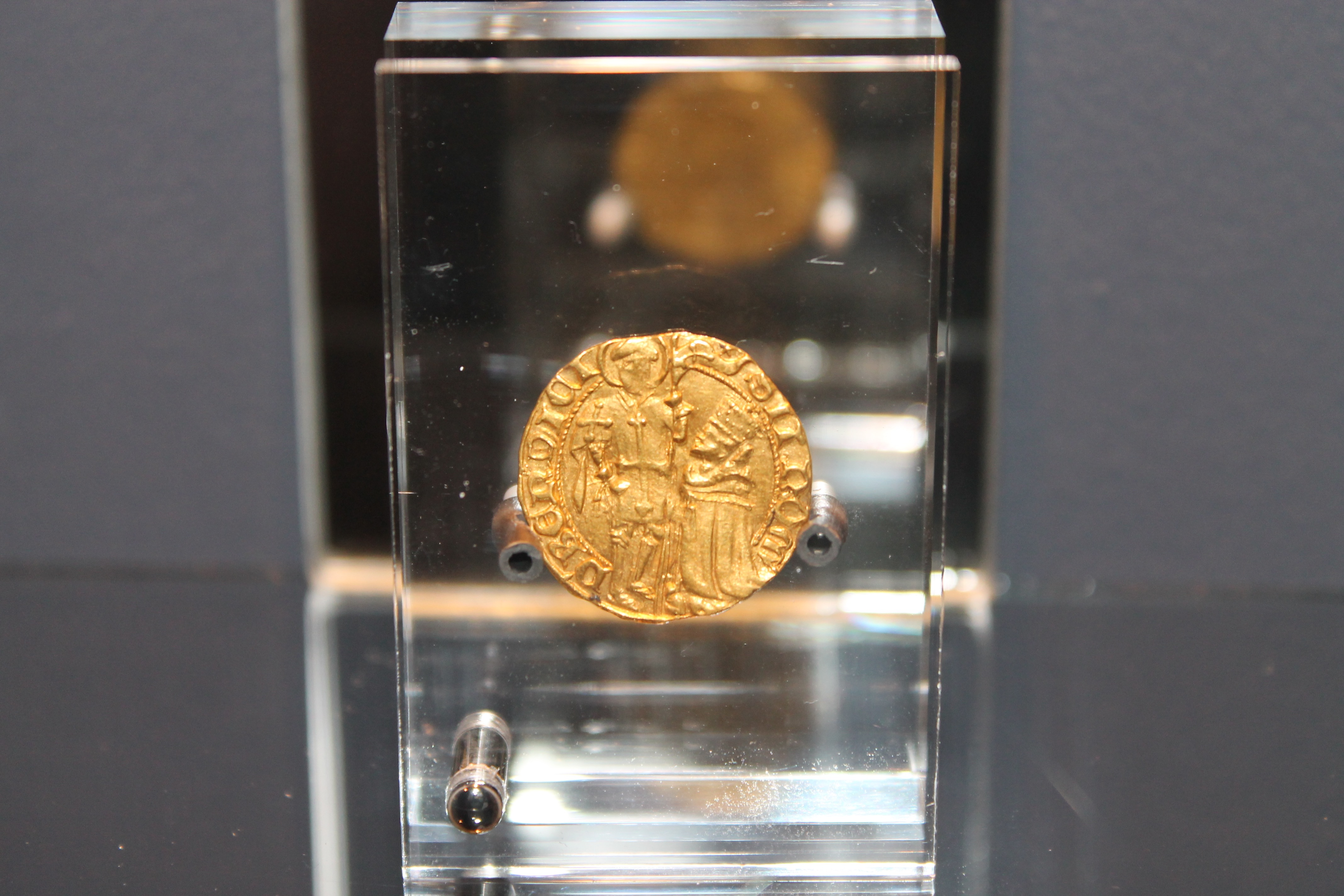
Dukat Amadeus’ VIII.

Amadeus war der Sohn des Grafen Amadeus VII. von Savoyen und dessen Gemahlin Bona, Tochter des Herzogs Johann von Berry. Er folgte seinem Vater 1391 als Graf von Savoyen.
1401 kaufte er Odo von Thoire und Villars die Grafschaft Genf ab. Dessen Erben hingegen verweigerten ihm den Besitz der Grafschaft. 1424, nach 23 Jahren Kampf und Prozessen, kaufte er den Prätendenten ihre Rechte an der Grafschaft endgültig ab. Am 19. Februar 1416 wurde er von König Sigismund zum Herzog erhoben, seit 1418 war er auch Fürst von Piemont.
Amadeus war politisch durchaus erfolgreich, wandte sich aber 1434 von der Politik ab und einem religiösen Leben zu. Er übergab seinem Sohn die Amtsgeschäfte – formal blieb er aber bis 1439 Herzog – und zog sich mit sechs Rittern in ein Kloster am Genfersee zurück. Dort gründete er den Moritzorden, einen Ritterorden, der nur relativ kurz Bestand hatte.

## Gegenpapst

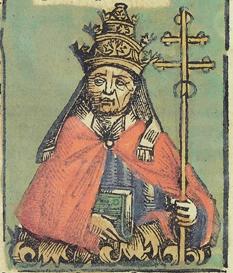
Amadeus VIII. von Savoyen als Gegenpapst Felix V. (Holzschnitt aus der Schedelschen Weltchronik, 1493)

Papstwappen als Felix V.

Als Papst Eugen IV. 1437 das Konzil von Basel nach Ferrara verlegte, spaltete sich das Konzil und der in Basel verbliebene Teil setzte am 5. November 1439 Eugen ab und wählte in einem wenige Tage dauernden Konklave Amadeus zum Papst. Er residierte in Genf, Lausanne und Basel, wurde aber nur in Aragonien, Ungarn, Bayern und der Schweiz anerkannt. Daher legte er am 7. April 1449 sein Amt nieder, wobei ihm der Rücktritt mit der Gewährung mehrerer Privilegien erleichtert wurde.
Bis zu seinem Tod 1451 war er Kardinalbischof von Sabina und Bischof von Genf. Er gilt als der letzte historische Gegenpapst.

## Ehe und Nachkommen
Er heiratete am 27. Oktober 1401 in Arras Marie (* 1380; † 1422), Tochter des Herzogs Philipp II. von Burgund, und hatte mit ihr folgende Kinder:
- Antonio (*/† 1407)
- Antonio (*/† 1408)
- Amadeus (* 1412; † 1431), Fürst von Piemont
- Ludwig (* 1413; † 1465) Herzog von Savoyen, Fürst von Piemont, Graf von Aosta und Maurienne
- Margarethe (* 1405; † 1418)
- Marie (* 1411; † 1469) ⚭ 1427 Filippo Maria Visconti, Herzog von Mailand
- Bona (* 1415; † 1430)
- Hugo (* 1415; † 1439)
- Philipp (* 1417; † 1444), Graf von Genf
- Margarethe (* 1420; † 1479)

1. ⚭ 1432 Herzog Ludwig III. von Anjou
2. ⚭ 1444 Kurfürst Ludwig IV. von der Pfalz
3. ⚭ 1453 Graf Ulrich V. von Württemberg